# Bela Vista de Goiás
| \| Bela Vista de Goiás \|                   |
| Lage der Stadt Bela Vista de Goiás in Goiás |
| Bela Vista de Goiás                         |

| Bela Vista de Goiás |

Bela Vista de Goiás ist eine brasilianische politische Gemeinde in der Mesoregion Zentral-Goiás und in der Mikroregion Goiânia. Sie liegt südwestlich der brasilianischen Hauptstadt Brasília und 50 km südöstlich von Goiânia, der Hauptstadt des Bundesstaates, und zählt zur Metropolregion von Goiânia.

## Geographische Lage
Bela Vista de Goiás grenzt
- im Norden an Senador Canedo und Caldazinha
- im Nordosten an Silvânia
- im Osten an São Miguel do Passa Quatro
- im Süden an Cristianópolis und Piracanjuba
- im Westen an Hidrolândia
- im Nordwesten an Aparecida de Goiânia